# Luc Appermont
Luc Appermont, né à Bilzen le 4 octobre 1949, est un présentateur et acteur belge de télévision travaillant sur les chaînes flamandes.

## Carrière
Après des études au Studio Herman Teirlinck, Luc Appermont commence sa carrière sur Radio 2 comme annonceur à la radio. De 1976 à 1990, il est le commentateur pour la BRT (devenue VRT) pour la région néerlandophone au Concours Eurovision de la chanson.
En 1990, Appermont quitte la BRT pour la chaîne commerciale VTM.
Luc Appermont est un bekende Vlaming.